# Frédéric Piquionne
Frédéric Piquionne (Numeá, 8 de dezembro de 1978) é um futebolista francês que atua como atacante. Atualmente, defende o Mumbai City.
Após uma temporada emprestado ao Portsmouth, onde foi finalista da Copa da Inglaterra, retornou ao Lyon e, em seguida, assinou um contrato de três temporadas com o West Ham United, onde voltará a ser treinado por Avram Grant, que foi seu treinador no Portsmouth.